# 200 años República o Muerte (videojuego)
200 años República o Muerte es un videojuego de estrategia en tiempo real, para PC. Fue lanzado el 31 de marzo de 2011, con el diario ABC Color, de Asunción, por festejos del bicentenario paraguayo. Este videojuego fue declarado de interés cultural en Paraguay.
Fue desarrollado por los hermanos Volpe (ambos paraguayos), que estuvieron trabajando desde 2010 a través de la tecnología XNA. El videojuego tiene algo parecido con Age of Empires, aunque esta, en su versión "paraguaya".
El videojuego momentáneamente desde su lanzamiento, solamente tiene tres misiones, aunque en un futuro, se prevé la segunda edición del videojuego, con más misiones ocurridas en el país (Paraguay), además del uso de la tecnología 3D.
Está basado en los antecedentes inmediatos que dieron origen a la gesta independentista que terminó por liberar al Paraguay del yugo español, a 200 años de esta hazaña.

## Misiones
- Combate de Campinchuelo: Los porteños han desembarcado en las orillas del río Paraná. Haz el mayor esfuerzo para contenerlos...
- Combate de Maracaná: En el camino hacia Paraguarí te encontrarás de nuevo con los porteños en el Monte Maracaná, cruzando el río Tebicuary.
- Batalla de Paraguarí: Finalmente, los porteños toman posiciones al pie del Cerro Porteño en Paraguarí, he aquí donde deberás mostrar todo tu coraje y patriotismo para derrotarlos.

- Datos: Q5651541